# Parameletus columbiae
Parameletus columbiae är en dagsländeart som beskrevs av Mcdunnough 1938. Parameletus columbiae ingår i släktet Parameletus och familjen simdagsländor. Inga underarter finns listade i Catalogue of Life.